# Angers Sporting Club de l'Ouest 2016-2017

## Maglie e sponsor
| Casa | Trasferta | Terza maglia |

## Rosa
| N. |                           | Ruolo | Calciatore               |
| -- | ------------------------- | ----- | ------------------------ |
| 1  | Slovenia (bandiera)       | P     | Denis Petrić             |
| 2  | Francia (bandiera)        | A     | Kévin Bérigaud           |
| 3  | Francia (bandiera)        | D     | Yoann Andreu             |
| 4  | Croazia (bandiera)        | D     | Mateo Pavlović           |
| 5  | Francia (bandiera)        | C     | Thomas Mangani           |
| 6  | Francia (bandiera)        | D     | Grégory Bourillon        |
| 7  | Camerun (bandiera)        | A     | Karl Toko Ekambi         |
| 8  | Costa d'Avorio (bandiera) | D     | Ismaël Traoré            |
| 9  | Francia (bandiera)        | A     | Famara Diedhiou          |
| 10 | Francia (bandiera)        | A     | Gilles Sunu              |
| 11 | Nigeria (bandiera)        | A     | Dickson Nwakaeme         |
| 14 | Francia (bandiera)        | A     | Billy Ketkeophomphone    |
| 15 | Francia (bandiera)        | A     | Pierrick Capelle         |
| 16 | Francia (bandiera)        | P     | Mathieu Michel           |
| 17 | Senegal (bandiera)        | C     | Cheikh N'Doye (capitano) |

| N. |                           | Ruolo | Calciatore          |
| -- | ------------------------- | ----- | ------------------- |
| 18 | Francia (bandiera)        | A     | Baptiste Santamaria |
| 19 | Francia (bandiera)        | C     | Mathias Serin       |
| 20 | Francia (bandiera)        | C     | Flavien Tait        |
| 21 | Francia (bandiera)        | D     | Pablo Martínez      |
| 22 | Francia (bandiera)        | C     | Jonathan Bamba      |
| 23 | Tunisia (bandiera)        | C     | Jamel Saihi         |
| 24 | Francia (bandiera)        | D     | Romain Thomas       |
| 25 | Costa d'Avorio (bandiera) | D     | Abdoulaye Bamba     |
| 26 | Francia (bandiera)        | C     | Mehdi Tahrat        |
| 27 | Rep. del Congo (bandiera) | A     | Férébory Doré       |
| 29 | Francia (bandiera)        | C     | Vincent Manceau     |
| 30 | Francia (bandiera)        | P     | Alexandre Letellier |
|    | Francia (bandiera)        | A     | Nicolas Pépé        |
|    | Senegal (bandiera)        | D     | Issa Cissokho       |